# Paul O. Husting

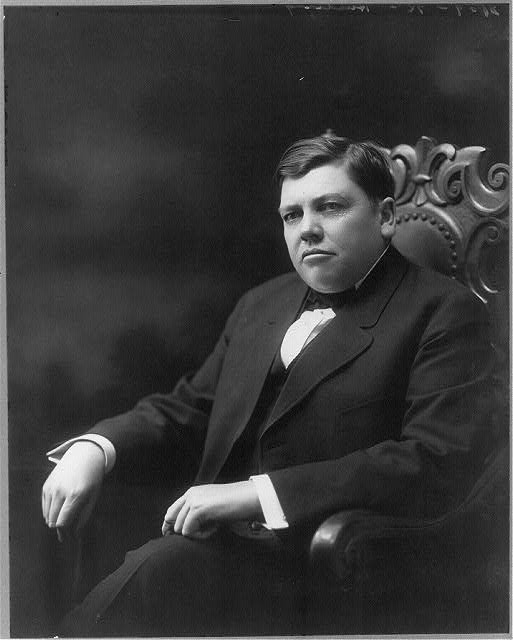
Paul O. Husting

Paul Oscar Husting, född 25 april 1866 i Fond du Lac, Wisconsin, död 21 oktober 1917 nära Picketts, Wisconsin, var en amerikansk demokratisk politiker. Han representerade delstaten Wisconsin i USA:s senat från 4 mars 1915 fram till sin död i en jaktolycka.
Husting studerade juridik vid University of Wisconsin och inledde 1895 sin karriär som advokat i Mayville. Han var distriktsåklagare för Dodge County 1902-1906. Han var ledamot av delstatens senat 1907-1913.
Husting efterträdde 1915 Isaac Stephenson som senator för Wisconsin. Han valdes 1917 till ordförande i senatens fiskeriutskott. Hustings var en anhängare av Woodrow Wilsons utrikespolitik. Detta minskade hans stöd bland tyskamerikanerna i Wisconsin under första världskriget. Han blev vådaskjuten av sin bror Gustave under en andjakt i Wisconsin och avled i skadorna.
Hustings grav finns på Graceland Cemetery i Mayville.